# Urania poeyi
Urania poeyi är en fjärilsart som beskrevs av Herrich-Schäffer 1866. Urania poeyi ingår i släktet Urania och familjen Uraniidae. Inga underarter finns listade i Catalogue of Life.